# Borussia Mönchengladbach (Frauenfußball)
Borussia Mönchengladbach (Vereinsname laut Satzung: Borussia Verein für Leibesübungen 1900 e. V.) ist ein in Mönchengladbach am Niederrhein beheimateter deutscher Sportverein. Die Frauenfußballabteilung besteht seit 1995. Die erste Mannschaft spielte in den Saisons 2016/17 und 2018/19 in der Bundesliga und stieg 2021 in die Regionalliga West ab. Seit der Saison 2023/2024 spielt der Verein wieder in der 2. Bundesliga.

## Geschichte

### Erste Mannschaft
Die Abteilung wurde im Jahre 1995 mit der Unterstützung des damaligen Borussia-Managers Rolf Rüssmann gegründet. In der Saison 1995/96 startete die Mannschaft in der Kreisliga. Drei Jahre später stieg die Borussia bereits in die Landesliga auf, wo der Durchmarsch in die Verbandsliga Niederrhein gelang. Nach einer Vizemeisterschaft im Jahre 2008 gelang ein Jahr später mit einem Torverhältnis von 132:14 der Aufstieg in die Regionalliga West. Der Verein verpflichtete für die nachfolgende Saison Friedel Baumann, der bereits als Mitglied des Trainerteams des FCR 2001 Duisburg mit der dortigen Frauenmannschaft den UEFA- und den DFB-Pokal gewann. Ziel des Trainers war es, die Frauenmannschaft in der Regionalliga zu etablieren. Als Co-Trainerin wurde die ehemalige Regionalligaspielerin Regina Weitz verpflichtet, die als Trainerin bereits mit dem DJK/VfL Giesenkirchen in die Landesliga aufgestiegen war.
In der Regionalligasaison 2009/10 wurde die Borussia auf Anhieb Vizemeister mit einem Punkt Rückstand auf den 1. FFC Recklinghausen. Ein Jahr später sicherten sich die Gladbacherinnen die Meisterschaft und den Aufstieg in die 2. Bundesliga. Aufgrund der um ein Tor schlechteren Tordifferenz gegenüber dem ETSV Würzburg musste die Borussia nach nur einem Jahr wieder absteigen. Nach einer Vizemeisterschaft in der Regionalligasaison 2012/13 konnte die Mannschaft zwei Jahre später vorzeitig die erneute Meisterschaft sichern. Zurück in der 2. Bundesliga gelang den Mönchengladbacherinnen überraschend als Vizemeister der Durchmarsch in die Bundesliga. Dabei profitierte die Borussia davon, dass der Meister TSG 1899 Hoffenheim II nicht in die Bundesliga aufsteigen darf, da ihre erste Mannschaft bereits dort spielt.
Nach nur einer Saison folgte der direkte Wiederabstieg als Tabellenletzter, dem 2018 der erneute Aufstieg in die Bundesliga folgte. Die Saison 2018/19 endete wiederum mit einem Abstieg aus der 1. Bundesliga, die Mannschaft landete mit nur einem Punkt aus 22 Spielen auf dem letzten Tabellenplatz. Nachdem die Mannschaft zwischenzeitlich bis in die Regionalliga durchgereicht wurde, gelang ihr zum Abschluss der Saison 2022/23 der Wiederaufstieg in die 2. Bundesliga.

#### Kader Saison 2024/25
Stand: 1. Juli 2024
| 01 | Jil Frehse   | Deutschland |
| 12 | Lea Egbers   | Deutschland |
| 23 | Luisa Palmen | Deutschland |

| 03 | Carolin Corres   | Deutschland Spanien |
| 04 | Nina Klinger     | Deutschland         |
| 05 | Paula Klensmann  | Deutschland         |
| 15 | Sam Drissen      | Niederlande         |
| 17 | Yvonne Zielinski | Deutschland         |
| 19 | Yvonne Brietzke  | Deutschland         |
| 26 | Maresa Arici     | Deutschland         |

| 06 | Miray Cin           | Deutschland Turkei |
| 08 | Britt van Rijswijck | Niederlande        |
| 10 | Laura Radke         | Deutschland        |
| 11 | Alina Abdii         | Deutschland        |
| 14 | Kyra van Leeuwe     | Niederlande        |
| 21 | Suus van der Drift  | Niederlande        |
| 22 | Kristina Bartsch    | Deutschland        |
| 24 | Imke Kessels        | Niederlande        |
| 27 | Mia Eickmann        | Deutschland        |

| 07 | Emily Tichelkamp | Deutschland |
| 09 | Flaka Aslanaj    | Albanien    |
| 20 | Kiki Scholten    | Niederlande |

### Zweite Mannschaft / B-Juniorinnen
Die zweite Frauenmannschaft spielt gegenwärtig in der Regionalliga West. Trainer der Mannschaft ist Romeo Schäfer. Darüber hinaus gibt es vier Mädchenmannschaften, von denen die U-17 seit der Ligagründung 2012 in der B-Juniorinnen-Bundesliga spielt. In der Saison 2011/2012 stieg die zweite Mannschaft in die viertklassige Niederrheinliga auf. Dort spielte der Verein fünf Jahre, bevor man 2016 die Meisterschaft der Niederrheinliga gewann und in die Regionalliga West aufstieg.

## Spielstätte
Heimspielstätte der ersten Mannschaft ist im Regelfall das Grenzlandstadion im Mönchengladbacher Stadtteil Rheydt mit einer Kapazität von maximal 10.000 Zuschauern. Für die zweite Mannschaft ist es die Sportanlage Am Haus Lütz im Stadtteil Bettrath, die 1.900 Zuschauern Platz bietet.

## Erfolge

### Erste Mannschaft
- Aufstieg in die Bundesliga: 2016, 2018
- Meister der Regionalliga West: 2011, 2015, 2023
- Meister der Niederrheinliga: 2000
- Niederrheinpokalsieger: 2003, 2009, 2010, 2011

### Zweite Mannschaft
- Aufstieg in die Niederrheinliga: 2011
- Meister der Niederrheinliga: 2016
- Aufstieg in die Regionalliga West: 2016

## Statistik
Grün unterlegte Spielzeiten markieren einen Aufstieg, rot unterlegte Spielzeiten einen Abstieg.
| Saison  | Höhe | Liga               | Platz | S  | U | N  | Tore   | Punkte | DFB-Pokal     |
| ------- | ---- | ------------------ | ----- | -- | - | -- | ------ | ------ | ------------- |
| 2003/04 | IV   | Niederrheinliga    | 05.   | 07 | 5 | 06 | 40:40  | 26     | Qualifikation |
| 2004/05 | IV   | Niederrheinliga    | 06.   | 06 | 3 | 07 | 26:38  | 21     | —             |
| 2005/06 | IV   | Niederrheinliga    | 05.   | 11 | 4 | 05 | 59:27  | 37     | —             |
| 2006/07 | IV   | Niederrheinliga    | 04.   | 10 | 2 | 08 | 35:37  | 32     | —             |
| 2007/08 | IV   | Niederrheinliga    | 02.   | 14 | 5 | 07 | 54:25  | 47     | —             |
| 2008/09 | IV   | Niederrheinliga    | 01.   | 22 | 3 | 01 | 132:14 | 69     | —             |
| 2009/10 | III  | Regionalliga West  | 02.   | 18 | 4 | 04 | 77:16  | 58     | 1. Runde      |
| 2010/11 | III  | Regionalliga West  | 01.   | 20 | 5 | 01 | 103:24 | 65     | 2. Runde      |
| 2011/12 | II   | 2. Bundesliga Süd  | 11.   | 06 | 5 | 11 | 28:39  | 23     | 2. Runde      |
| 2012/13 | III  | Regionalliga West  | 02.   | 13 | 3 | 08 | 62:35  | 42     | 2. Runde      |
| 2013/14 | III  | Regionalliga West  | 05.   | 14 | 7 | 05 | 65:37  | 49     | —             |
| 2014/15 | III  | Regionalliga West  | 01.   | 24 | 2 | 0  | 99:8   | 74     | —             |
| 2015/16 | II   | 2. Bundesliga Süd  | 02.   | 16 | 2 | 04 | 54:22  | 50     | 2. Runde      |
| 2016/17 | I    | Bundesliga         | 12.   | 02 | 0 | 20 | 8:66   | 06     | Achtelfinale  |
| 2017/18 | II   | 2. Bundesliga Nord | 01.   | 15 | 4 | 03 | 75:25  | 49     | 2. Runde      |
| 2018/19 | I    | Bundesliga         | 12.   | 0  | 1 | 21 | 7:110  | 01     | Viertelfinale |
| 2019/20 | II   | 2. Bundesliga      | 05.   | 08 | 2 | 06 | 30:32  | 26     | 2. Runde      |
| 2020/21 | II   | 2. Bundesliga Nord | 06.   | 06 | 3 | 07 | 22:24  | 21     | 1. Runde      |
| 2021/22 | III  | Regionalliga West  | 03.   | 20 | 5 | 03 | 105:26 | 65     | 1. Runde      |
| 2022/23 | III  | Regionalliga West  | 01.   | 15 | 6 | 03 | 62:31  | 51     | —             |
| 2023/24 | II   | 2. Bundesliga      | 09.   | 08 | 7 | 11 | 31:38  | 31     | 2. Runde      |
| 2024/25 | II   | 2. Bundesliga      | 09.   | 08 | 5 | 13 | 33:41  | 29     | Viertelfinale |

## Ehemalige Spielerinnen
- Hue-Man Cao
- Deniz Kocakaya
- Stephanie Mpalaskas
- Cansu Yağ
- Hiroko Yamauchi
- Kathrin Walmanns